# Фрамура
Фрамура (итал. Framura) је насеље у Италији у округу Ла Специја, региону Лигурија.
Према процени из 2011. у насељу је живело 744 становника. Насеље се налази на надморској висини од 160 м.

## Становништво
Према резултатима пописа становништва 2011. у општини је живело 683 становника.
| 1936. | 1951. | 1961. | 1971. | 1981. | 1991. | 2001. | 2011. |
| ----- | ----- | ----- | ----- | ----- | ----- | ----- | ----- |
| 1.282 | 1.216 | 1.042 | 972   | 913   | 839   | 744   | 683   |